# The Young Lady
Pour plus de détails, voir Fiche technique et Distribution.
The Young Lady (Lady Macbeth) est un film dramatique britannique, réalisé par William Oldroyd et sorti en 2016.
Il est adapté du roman Lady Macbeth du district de Mtsensk de Nikolaï Leskov. L'intrigue suit une jeune femme, étouffée par son mariage sans amour avec un homme ayant deux fois son âge.
Le film a été présenté en première mondiale au Festival international du film de Toronto le 10 septembre 2016. Il a reçu des critiques positives et a rapporté près de 4 millions de dollars dans le monde entier.

## Synopsis
1865. Dans une région rurale d'Angleterre, une jeune femme nommée Katherine est mariée à un homme plus âgé, Alexander Lester. Ce mariage est un mariage par intérêt, et non par amour. Ils vivent à la campagne, dans la maison du père d'Alexander, Boris. Katherine est forcée de maintenir un horaire strict et est empêchée de quitter la maison. Boris lui reproche de ne pas donner un fils à Alexander, mais l'intérêt sexuel d'Alexander pour sa femme semble se limiter à regarder son corps nu. Un jour, Boris et Alexander doivent quitter le domaine pour des affaires séparées, laissant Katherine seule avec la femme de chambre nommée Anna. Pour la première fois, elle est libre d'explorer la région pour alléger son ennui.
Katherine découvre bientôt qu'Anna est suspendue au plafond d'une dépendance par les hommes qui travaillent sur la terre. Elle est attirée par l'un d'eux, Sebastian, et le jour suivant, elle va à sa rencontre. Quand Sebastian vient à la maison pour rendre visite à Katherine, ils commencent une liaison. Anna informe le prêtre local, qui tente d'avertir Katherine, mais elle le renvoie. Quand Boris rentre à la maison, il est informé de l'affaire, bat Sebastian et le verrouille dans une écurie, et menace Katherine quand elle demande sa libération. Katherine empoisonne sa nourriture, des champignons en l'occurrence. Le médecin conclura à une probable allergie de l'estomac du vieux, qui lui avait été fatale.
Anna est terrifiée, et Boris est enterré sans soupçon. Katherine reprend le domaine, et elle et Sebastian continuent leur relation ouvertement. Une nuit, alors qu'ils sont endormis dans le lit conjugal de Katherine, elle se réveille pour se rendre compte qu'Alexander est rentré chez lui. Après qu'il révèle qu'il est au courant de l'infidélité de sa femme, Katherine convoque Sebastian et ils commencent à se déshabiller devant lui. Un combat s'ensuit, au cours duquel Katherine tue Alexander. Le couple enterre le corps d'Alexandre dans les bois et tue son cheval. Ils ne sont pas directement accusés du meurtre, et Sebastian commence à s'habiller et à se comporter comme le seigneur du manoir lui-même.
Une femme arrive au domaine avec un jeune garçon nommé Teddy, qui, selon elle, est le produit d'une liaison entre Alexander et sa fille. Katherine abrite à contrecœur la paire. Sebastian, en colère contre le changement dans les conditions de vie, retourne à l'extérieur. Katherine se rend compte qu'elle est enceinte, mais elle est incapable d'informer Sebastian. Elle commence aussi à tisser des liens avec Teddy. Quand Teddy disparaît après que Katherine l'a grondé, Sebastian trouve le garçon assis au-dessus d'une cascade et le sauve. Quand il rend Teddy à la maison, il admet qu'il a envisagé de le pousser. Katherine dissuade Sebastian de partir, promettant de faire tout ce qu'il veut en retour.
Alors que la grand-mère de Teddy est endormie, le couple profite de l'occasion pour étouffer Teddy à l'aide d'un oreiller. Sebastian se cache dans les bois pendant que Katherine prétend que Teddy est mort dans son sommeil. Le médecin du village est sceptique quant à l'histoire, mais pendant que l'on discute de la question, Sebastian, revient des bois et confesse tout. Katherine retourne calmement la confession de Sebastian et l'accuse d'avoir commis tous les meurtres avec Anna. Sa parole est prise sur la sienne, surtout quand Anna reste muette. Comme Sebastian et Anna sont emmenés par la police, Katherine reste seule dans la maison avec son enfant à naître.

## Fiche technique
- Titre : The Young Lady
- Titre original : Lady Macbeth
- Réalisation : William Oldroyd
- Scénario : Alice Birch, d'après le roman Lady Macbeth du district de Mtsensk de Nikolaï Leskov.
- Musique : Dan Jones
- Décors : Jacqueline Abrahams
- Costumes : Holly Waddington (en)
- Photographie : Ari Wegner (en)
- Montage : Nick Emerson (en)
- Sociétés de production : Sixty Six Pictures, iFeatures, BBC Films, Creative England, British Film Institute, Protagonist Pictures
- Société de distribution : KMBO (France)
- Pays de production :  Royaume-Uni
- Langue originale : anglais
- Format : couleur
- Genre : drame
- Durée : 89 minutes
- Dates de sortie[1] :
  - Canada : 10 septembre 2016 (Festival international du film de Toronto)
  - Royaume-Uni : 14 octobre 2016 (Festival du film de Londres) ; 28 avril 2017 (sortie nationale)
  - France : 14 décembre 2016 (Festival de cinéma européen des Arcs 2016)[2],[3] ; 12 avril 2017 (sortie nationale)

## Distribution
- Florence Pugh (VFB : Audrey d'Hulstère) : Katherine Lester
- Cosmo Jarvis (VFB : Maxime Van Santfoort) : Sebastian
- Paul Hilton (en) : Alexander Lester
- Naomi Ackie : Anna
- Christopher Fairbank : Boris Lester

## Accueil
Sur le site de Rotten Tomatoes, le film a réussi 90 % de critiques positives sur 173 avis, avec une moyenne de 7,7/10. « Lady Macbeth fait preuve d'une ténacité surprenante sous son extérieur d'époque, soutenue par une performance centrale hypnotisante - et impitoyable - de Florence Pugh. » Sur Metacritic, qui attribue une note généralement des notes moyennes, le film a un score de 76/100, basé sur 37 critiques, indiquant des « critiques généralement favorables ». Dans le magazine Elle, « Florence Pugh s'annonce comme un talent majeur à regarder dans la tragédie victorienne impressionnante de William Oldroyd. » Le Nouvel Observateur déclare : « L'approche d'Oldroyd à Lady Macbeth garantit des longueurs comme le film continue, mais la clarté avec laquelle Pugh et Oldroyd communiquent les pensées et les motivations de Katherine maintient un solide intérêt. »

## Distinctions

### Récompenses
- Evening Standard British Film Awards 2016 : meilleure actrice pour Florence Pugh
- Festival de cinéma européen des Arcs 2016 : meilleur film
- Festival international du film de Saint-Sébastien 2016 : Prix FIPRESCI
- Festival international du film de Thessalonique 2016 : Prix FIPRESCI
- Dublin Film Critics' Circle 2017 : meilleure actrice pour Florence Pugh
- National Board of Review 2017 : Top Ten Independent Films
- Prix du cinéma européen 2017 : Discovery of the Year - Prix FIPRESCI
- British Independent Film Awards 2017 : 
  - Meilleur scénario pour Alice Birch
  - Meilleure actrice pour Florence Pugh
  - Meilleur espoir pour Naomi Ackie
  - Meilleure photographie pour Ari Wegner (en)
  - Meilleurs costumes pour Holly Waddington (en)

### Nominations
- Prix du cinéma européen 2017 : Meilleure actrice pour Florence Pugh
- British Independent Film Awards 2017 : 
  - Meilleur film britannique
  - Meilleur réalisateur pour William Oldroyd
  - Meilleure actrice dans un second rôle pour Naomi Ackie
  - Meilleur espoir pour Cosmo Jarvis
  - Prix Douglas Hickox (meilleur premier film) pour William Oldroyd
  - Meilleur premier scénario pour Alice Birch
  - Meilleure production pour Fodhla Cronin O'Reilly (en)
  - Meilleure distribution des rôles pour Shaheen Baig
  - Meilleurs coiffures et maquillages pour Sian Wilson
  - Meilleurs décors pour Jacqueline Abrahams
- BAFTA 2018 :
  - Meilleur film britannique
  - Rising Star Award pour Florence Pugh
- Film Independent's Spirit Awards 2018 : meilleur réalisateur pour William Oldroyd